# ユタカ交通
ユタカ交通株式会社（ユタカこうつう）は、大阪府池田市に本社を置き、貸切、乗合バス事業・旅行業、自動車整備業等を営む企業。社団法人日本バス協会、大阪バス協会、長崎県バス協会、全国旅行業協会、池田商工会議所加盟。なお、和歌山市にも同名のバス・タクシー会社が存在するが、無関係である。

## 沿革
- 1994年9月 設立。
- 2013年7月29日 新高速乗合事業に係る経営許可[1]。
- 2013年7月31日 従来運行していた関東 - 関西間および関西 - 九州間のツアーバス「ユタカライナー」を乗合化。
- 2015年11月30日 昼行便「カーニバル号」を運行開始。
- 2016年7月11日 九州支店（佐世保市）新設認可
- 2019年4月1日 佐賀武雄支店（武雄市）新設予定〔新設認可〕[2]。
- 2019年7月20日 長崎 - 福岡間および佐世保 - 福岡間に昼行便を運行開始。
- 2020年1月1日 長崎 - 佐世保間に昼行便を運行開始。

## バス事業

### 高速バス「ユタカライナー」

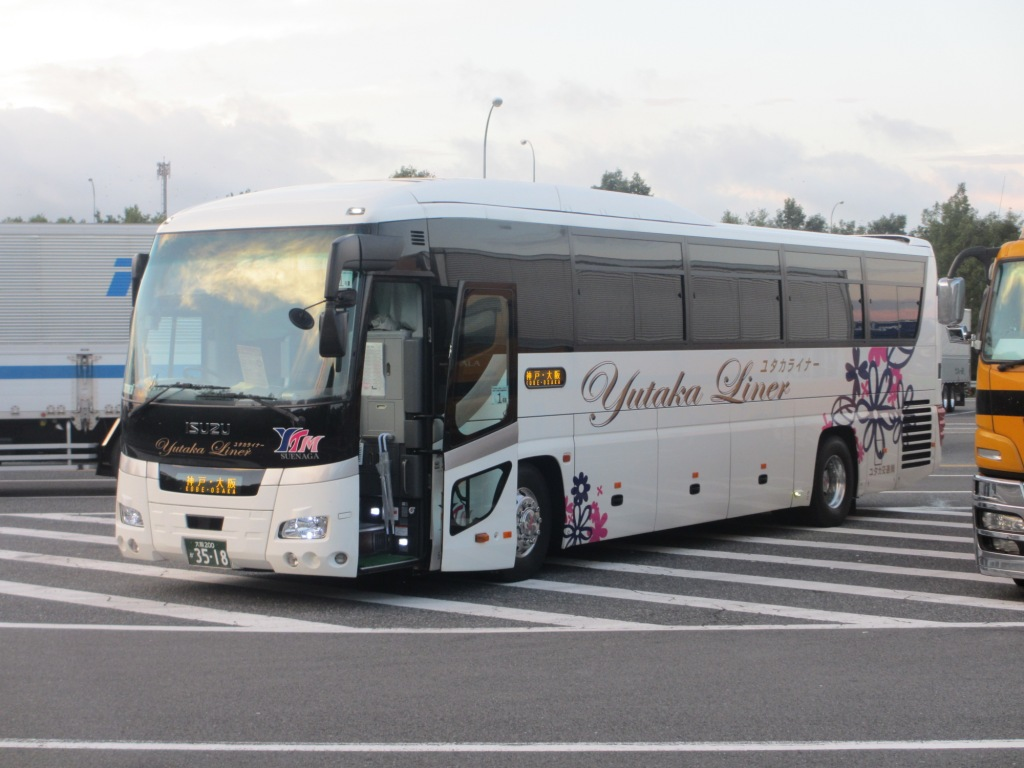
ユタカライナー（関西 - 九州）
三木SAにて

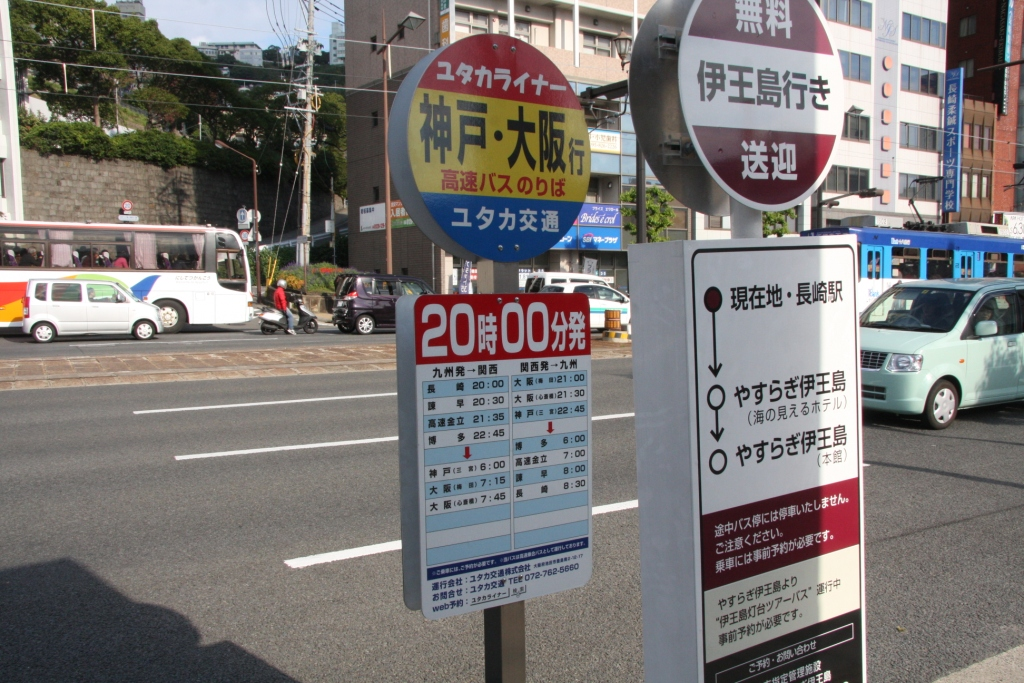
長崎駅前停留所

関西（京都市・大阪市・神戸市）と東京（東京駅・池袋）を結ぶ夜行路線と、関西と北九州市・福岡市および佐賀県・長崎県内の主要都市（佐賀市・唐津市・伊万里市・武雄市・諫早市・長崎市・佐世保市）を結ぶ夜行路線、福岡県・佐賀県・長崎県内で運行する昼行3路線がある。
発車オ〜ライネットのほか高速バスドットコム、バスリザーブなどのサイトで予約できる。

#### 関東 ⇔ 関西（夜行）
- 東京駅（バスターミナル東京八重洲）・池袋（サンシャインバスターミナル）・横浜（YCAT） - 京都駅・難波・USJ・三宮（神戸三宮高架商店街前）

4往復運行。便によっては上記の停車地の一部には停車しない。車両はトイレなしの横4列シート車で、「アシノビシート」と呼ばれる座席の前後間隔が広い（縦10列）車両が主に使用され、便によっては一般的な縦11列・横4列の座席配置の車両も使用される。

#### 関西 ⇔ 九州（夜行）
- 京都駅・梅田・難波・三宮 - 小倉駅・博多駅（HEARTSバスステーション博多）・金立SA・武雄温泉・佐世保駅・ハウステンボス
- 京都駅・梅田・三宮 - 博多駅・金立SA・諫早IC・長崎駅
- USJ・梅田 - 小倉駅・博多駅・金立SA・武雄温泉
- 京都駅・難波・三宮 - 博多駅・佐賀駅
- 千里中央駅・難波・USJ・三宮 - 小倉駅・唐津駅・伊万里駅・佐世保駅

上記各1往復、計5往復の運行。長崎・ハウステンボス発着便にはトイレ付き独立3列シートの車両、武雄温泉発着便にはトイレなし縦11列・横4列シートの車両、佐賀駅・佐世保駅発着（伊万里経由）便にはトイレなし縦10列・横4列シートの車両が使用される。

#### 九州内（昼行）

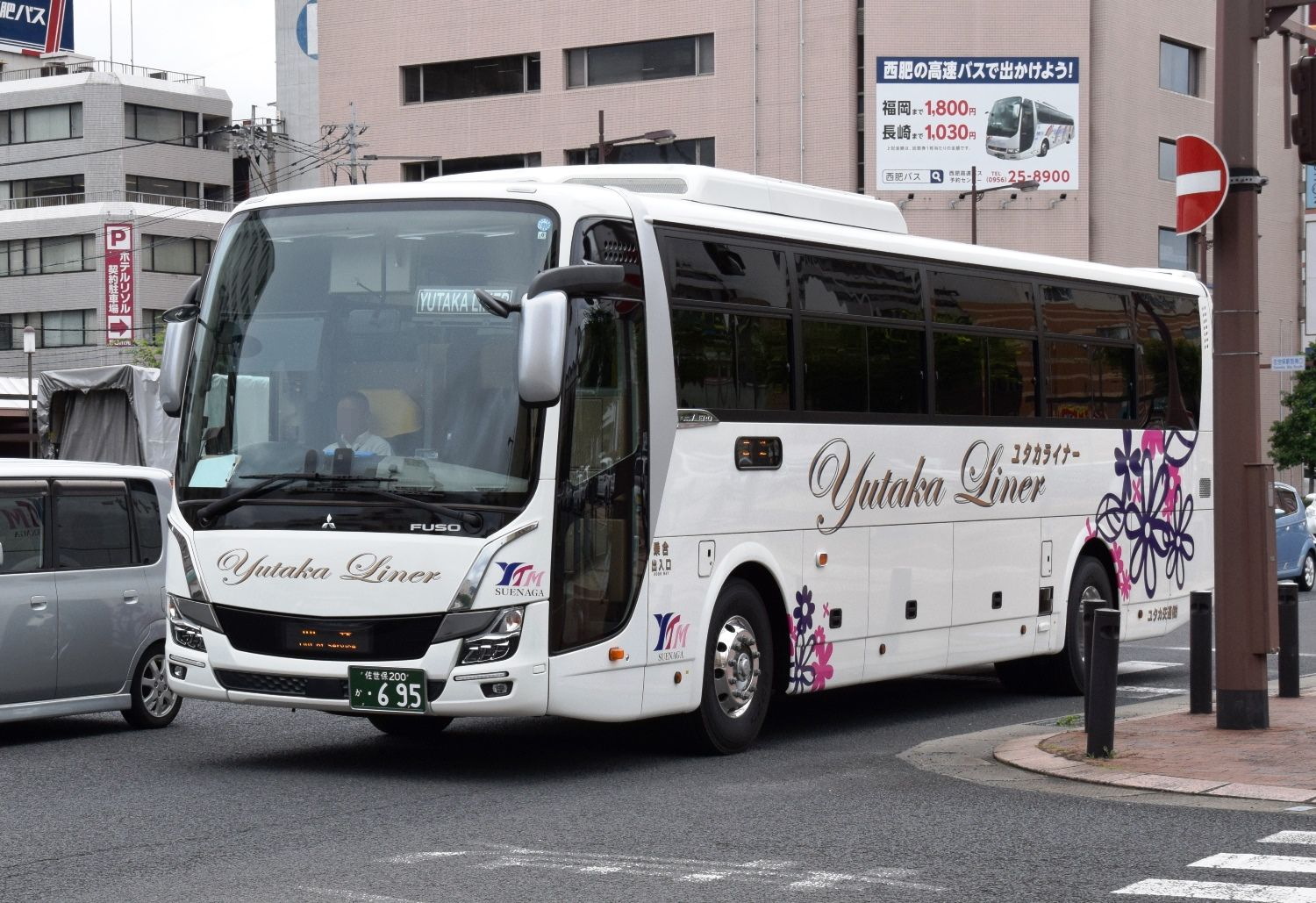
ユタカライナー（福岡 - 佐世保）
佐世保駅前にて

- 博多駅 - 嬉野IC・大村IC・諫早IC・長崎駅
- 博多駅 - 佐世保駅みなと口
- 長崎駅 - 佐世保駅みなと口

運行開始以来ダイヤは度々変更され、一時期は3路線とも各8往復の運行。運賃は長崎 - 福岡間が2,000円、佐世保 - 福岡間が1,500円、長崎 - 佐世保間が1,500円で、競合する「九州号」「させぼ号」および長崎 - 佐世保線より安い運賃となっている。長崎 - 福岡間については「九州号」に比べ長崎の始発時刻が早く福岡の最終便発車時刻が遅い。また長崎 - 佐世保間は深夜時間帯にも運行される。尚、土日祝は佐世保 ｰ 福岡間が10往復、佐世保 ｰ 長崎 ｰ 福岡間が9往復での運行となる。
3路線ともトイレ付き横4列シート、携帯電話用コンセント装備の車両が使用されている。
2021年8月23日より運休中。運休直前のダイヤは、佐世保発博多行きが6本、佐世保発博多行きが4本、長崎発博多行きが4本、博多発長崎行きが6本、佐世保発長崎行きが4本、長崎発佐世保行きが5本であった。

### カーニバル号
大阪（難波）・京都 ⇔ 京丹後・城崎
なんばHatch - 京都駅八条口東側 - 夕日ヶ浦かにはん - 久美浜サンカイカン - 城崎モータープール
大阪市・京都市と丹後地域の観光地を結ぶ路線。カニ料理のシーズン中である11月末から3月末までの季節運行で、昼行1往復。

### 貸切バス
大型60台保有する。
また、スクールバスを委託で運行している